# Jorge Guimarães Sant’Anna
Jorge Guimarães Sant’Anna (Rio de Janeiro, 24 de agosto de 1887 – 8 de janeiro de 1973) foi um médico brasileiro.
Graduado em medicina pela Faculdade de Medicina do Rio de Janeiro em 15 de janeiro de 1910. Foi eleito membro da Academia Nacional de Medicina em 1942, sucedendo Francisco Fernandes Eiras na Cadeira 69, que tem Alberto Ribeiro de Oliveira Mota como patrono.